# Sergi Cameron
Sergi Cameron Tapia (Barcelona, 29 de octubre de 1987) es un director de cine, productor, montador y músico español. Actualmente codirige la productora Nanouk Films.

## Trayectoria
Nació en Barcelona y vivió hasta la adolescencia en el barrio de San Andrés de Palomar. En 2006 formó parte de la 13.ª promoción de la Escuela de Cine y Audiovisuales de Cataluña (ESCAC), en la que se graduó en la especialidad de documental en el año 2010.
Actualmente codirige la productora Nanouk Films, produciendo documental, ficción, videoclips, proyectos de museografía, interactivos y publicidad, entre otros.
En 2015 su documental Bugarach recibió 8 nominaciones a los premios Goya a mejor película, mejor dirección, mejor guion original, mejor dirección de producción, mejor sonido, mejor película documental, mejor montaje, etc.
En 2019 presentó un documental musical con El niño de Elche como protagonista, rodado en Bolivia, Niños somos todos sobre los procesos creativos experimentales.

## Obra

### Como director
- Ovis (cortometraje, 2009)
- Tachenko: Mediterráneo (Vídeo Musical, 2011)
- Tachenko: Yo no quiero sonar moderno (Vídeo Musical, 2011)
- Radiografía de España en tres actos (cortometraje, 2012)
- El cas dels catalans (2014)
- Coses estranyes que brillen (cortometraje, 2014)
- Bugarach (documental, 2014)
- Totes les històries (corto, 2019)[5]
- Niños somos todos (documental, 2019)

### Proyectos museográficos como director
- "Connectivitat, societat, creativitat" Exposición Centre d'Arts Santa Mònica (2012)
- Centro de interpretación Calafell (2014)
- Exposición 3 del Castillo de Montjuïc (2015)

### Como productor
- Migranland (2014)
- Los años salvajes (2014)
- Bugarach (2014)
- Dead Slow Ahead (2015)
- The Missing part (corto, 2015)
- Migranland (documental corto, 2015)
- Alcaldesa (2016)
- Famèlic Sesions (2016)
- Totes les històries (corto, 2018)
- Restos de cosas (corto, 2018)
- Yo la busco (2018)
- Primer estrat (documental, corto, 2018)
- Ojos negros 2019
- Niños somos todos (2019)
- Gang (corto) 2019
- L'ofrena (2020)
- La nova escola (2020)
- Fuga (corto) 2021
- El círculo (documental) 2021
- El niño del fuego (documental) 2021

### Como montador
- Limbo Star: diez, cuenta atrás (2010)
- Le Cordon (2011)
- The Afterlife (2012)
- Cómo abrir una botella de vino y un zapato (2012)
- Cromosoma 5 (2013)

### Como músico
- Cromosoma cinco (supervisión musical, 2013)
- Los años salvajes (2013)
- El cas dels catalans (supervisión musical, 2014)
- Ahora o nunca (2015)
- Alcaldessa, 2016

## Premios y reconocimientos
- El Premio Internacional de la Crítica (FIPRESCI), en el festival Message to Man de San Petersburgo, por el documental Bugarach.[6]
- Best National Documentary at In-Edit Film Festival por Niños somos todos.